# Erbvertrag
Der Erbvertrag (§ 1941, §§ 2274 ff. BGB; lat. pactum successorium) ist neben dem Testament nach deutschem Recht die zweite Möglichkeit, durch Verfügung von Todes wegen Regelungen über den Verbleib des eigenen oder gemeinschaftlichen Vermögens nach dem Tod zu treffen und von der gesetzlichen Erbfolge abzuweichen.
Der wesentliche Unterschied zum Testament (synonym: letztwillige Verfügung, vergleiche § 1937 BGB, begrifflich häufig verwechselt mit dem Oberbegriff der Verfügung von Todes wegen) besteht darin, dass der Erblasser sich beim Erbvertrag gegenüber seinem Vertragspartner bindet. Es handelt sich dabei zwar nicht um eine Verpflichtung des Erblassers im schuldrechtlichen Sinn. Aber während der in einem Testament Bedachte keine rechtliche Handhabe hat, einen Widerruf des Testaments zu verhindern, erlangt er beim Erbvertrag eine gesicherte Position in Gestalt einer Anwartschaft.
Der Erbvertrag kann mit anderen, nicht erbrechtlichen Geschäften (etwa Grundstücksübertragungen), oder – in der Praxis sehr häufig – mit einem Ehevertrag verbunden werden. Daher gibt es auch den Ehe- und Erbvertrag.

## Wesen des Erbvertrages

### Abschluss
Der Erbvertrag muss durch den Erblasser höchstpersönlich und bei gleichzeitiger Anwesenheit aller Vertragspartner vor einem Notar geschlossen werden (§ 2276 BGB). Ein Vertragspartner, der keine Verfügungen von Todes wegen trifft, kann sich aber von einem Dritten vertreten lassen. Der Erbvertrag setzt neben der Testierfähigkeit wegen der Existenz eines Vertragspartners gemäß § 2275 Abs. 1 BGB auch unbeschränkte Geschäftsfähigkeit voraus.

### Inhalt
Vertragsmäßig, also mit Bindungswirkung gegenüber dem Vertragspartner des Erblassers, können nur Erbeinsetzungen, Vermächtnisse und Auflagen verfügt werden. Daneben kann der Erblasser einseitig, d. h. ohne vertragsmäßige Bindung, auch andere letztwillige Verfügungen treffen, wie etwa die Anordnung einer Testamentsvollstreckung.
Der Erbvertrag kann nicht nur einseitig abgeschlossen werden, es können auch beide (oder gar mehrere) Vertragspartner im Erbvertrag letztwillige Verfügungen (vertragsmäßig und einseitig) treffen. Besonders häufig ist dies bei einem Erbvertrag zwischen Ehegatten der Fall, wenn diese sich gegenseitig zu Alleinerben einsetzen.

### Wirkungen
Die vertragsmäßige Verfügung bindet den Erblasser. Eine zur vertragsmäßigen Verfügung widersprüchliche spätere letztwillige Verfügung ist unwirksam. Dagegen bleibt der Erblasser bei Verfügungen unter Lebenden gemäß § 2286 BGB grundsätzlich frei. Er kann mit seinem Vermögen insoweit zu Lebzeiten tun und lassen, was er will. Hierdurch ergibt sich das in der Praxis häufige Problem der beeinträchtigenden Schenkung (Beispiel: Der vertragsmäßig gebundene Erblasser verschenkt wesentliche Teile seines Vermögens an Dritte). Solche beeinträchtigenden Schenkungen sind wirksam, der Vertragserbe kann aber nach dem Tode des Erblassers vom Beschenkten die Herausgabe des Geschenks verlangen, wenn die Schenkung in der Absicht gemacht worden ist, dem Vertragserben Vermögenswerte zu entziehen. Der Bundesgerichtshof definiert diese Beeinträchtigungsabsicht dahin, dass der Erblasser an der Schenkung kein lebzeitiges Eigeninteresse gehabt haben darf.

### Anfechtung
Hat sich der Erblasser im Erbvertrag kein Widerrufs- oder Rücktrittsrecht vorbehalten, so ist er im Sinne von § 2278 BGB an seine vertragsmäßigen Verfügungen, wie die Erbeinsetzung, eingeräumte (Voraus-)Vermächtnisse und/oder Auflagen auch gebunden. Die vom Erbvertrag ausgehende Bindungswirkung kann allerdings durchbrochen werden. Abgestellt auf den wirklichen Willen des Erblassers, soll auch ein Erbvertrag daran ausgerichtet sein, weshalb die Rechtsordnung Willenserklärungen schützt, die frei sind von etwaigen Irrtümern oder Zwangslagen, die durch Bedrohung oder dergleichen veranlasst worden sind.
Für alle vom Erbvertrag Betroffenen wird aber eine gesetzliche Korrekturmöglichkeit eröffnet, indem ein Anfechtungsrecht gewährt wird. Betroffener kann der Erblasser selbst sein, ebenso aber regelmäßig auch die gesetzlichen Erben. Da aus der wirksamen Anfechtung die Nichtigkeit des Erbvertrages resultiert, kann der Erblasser bei Anfechtung durch ihn selbst seine Erbfolge folglich abweichend neu regeln. Die von der Rechtsordnung anerkannten Anfechtungsgründe sind dieselben, die die Anfechtung eines Testaments rechtfertigen. Insoweit verweist § 2281 Abs. 1 BGB dabei auf §§ 2078 f. BGB. Neben Inhaltsirrtümern kommen somit Irrtümer in Betracht, die aus dem Übersehen eines Pflichtteilsberechtigten resultieren, sei es aus Unkenntnis der Person oder auch nach Vertragsbegründung erfolgter Geburt.
Der Erblasser hat seine eigene Anfechtungserklärung zwingend persönlich abzugeben und notariell beurkunden zu lassen, bestimmt durch § 2282 BGB. Selbst eine anwaltliche Stellvertretung ist hier nicht denkbar. Die Erklärung ist gegenüber dem Erbvertragspartner abzugeben, bei dessen Vorversterben gegenüber dem Nachlassgericht. Andere Personen als der Erblasser selbst fechten gemäß § 2081 BGB stets gegenüber dem Nachlassgericht an. Die Frist für die Anfechtung eines Erbvertrages beträgt ein Jahr nach Kenntnisnahme des Anfechtungsgrundes und ist in den §§ 2283 BGB (für den Erblasser) und 2082 BGB (für andere Anfechtungsberechtigte) geregelt. Hat der Erblasser zu Lebzeiten einen an sich anfechtbaren Erbvertrag bestätigt, verlieren sich gemäß §§ 2284, 2285 BGB die Anfechtungsrechte aller vom Erbvertrag Betroffenen.
Besteht ein Anfechtungsgrund und wurde die Anfechtung des Erbvertrages form- und fristgerecht erklärt, ist die Verfügung des Erblassers, soweit sie vom Anfechtungsgrund berührt ist, nichtig und damit unwirksam. Bei einem gegenseitigen Erbvertrag führt eine wirksame Anfechtung regelmäßig zur Nichtigkeit des kompletten Erbvertrages, § 2298 BGB.

## Historisches
Trotz verschiedener Regelungen von Todes wegen anerkannte das römische Recht keine Erbverträge. Letztwillige Verfügungen über die der Erbschaft unterworfenen Gegenstände (hereditas) waren im römischen Erbrecht jederzeit einseitig widerruflich zu halten. Erst im 14. Jahrhundert entwickelte sich das Rechtsinstitut des gewohnheitsrechtlich anerkannten Erbvertrages (Hauptanwendungsfall: Erbverbrüderung) aus dem alten deutschen Recht. Eine besondere Form der rechtsgeschäftlichen Erbeinsetzung verbunden mit einer Adoption war im salfränkischen Recht die verbreitete Affatomie.
In der Geschichte waren besonders die zwischen den Angehörigen großer Adelsgeschlechter oder von regierenden Dynastien geschlossenen Erbverträge von Bedeutung. Auf diese Weise kam es nicht selten dazu, dass ein lange selbstständiges Territorium unter die Herrschaft eines benachbarten Fürstentums kam. Siehe dazu: Erbeinung; aber auch Rostocker Erbvertrag.